# Gizslír-patak
A Gizslír-patak az Északi-Bükk területén ered, Nagyvisnyótól déli irányban több kisebb vízfolyás összefolyásából. A patak forrásától kezdve észak felé halad, majd Nagyvisnyó belterületén a Szilvás-patakba torkollik.

## Lefolyása
A Nagyvisnyótól délre fekvő hegyvidék kőzeteiből eredő forrásokból kiáramló felszíni vízfolyások egyesüléséből létrejött Gizslír-patak északi irányú lefolyást biztosít a környék számára. Útja során előbb keresztülfolyik Nagyvisnyó külterületén, majd a község belterületi részén beletorkollik a Szilvás-patakba. A patak a Lázbérci-víztározó vízgyűjtőjén található.

## Part menti települések
- Nagyvisnyó